# Xylotoloides huttoni
Xylotoloides huttoni là một loài bọ cánh cứng trong họ Cerambycidae.